# ウメオ旧刑務所
ウメオ旧刑務所（ウメオきゅうけいむしょ、スウェーデン語: Umeå gamla fängelse or  länscellfängelset）とは、スウェーデンのウメオにある古い刑務所の建物である。ウメオの街は1888年の大火で大半が破壊されたので、それ以前に建てられた建物で現存するものは少ない。旧刑務所は1861年に建てられた街で最も古い建物の1つであり、1992年に歴史的建造物に指定された。旧刑務所は1981年まで刑務所として使われていたが、1980～1990年代には劇場として使われた。その後2007～2008年にホテルに改装された。

## 歴史

### 刑務所
ウメオ旧刑務所はウィルヘルム・セオドール・アンカールスワード（Wilhelm Theodor Anckarsvärd）が設計した20箇所の刑務所のうちの1つである。アンカールスワードは1855～1877年までスウェーデン刑務所・保護観察局（Fångvårdsstyrelsen）の建築家だった。これらの刑務所はアメリカ合衆国のフィラデルフィアの刑務所を手本として作られ、受刑者に反省を促す独居房ではなく雑居房が採用されていた。旧刑務所は2階建てで壁に沿って24戸の雑居房や看守の事務所や住居が設けられ、どの房も日照が確保されていた。1888年の大火では建物の他に南側の木製の壁も燃えずに残ったので、裁判所の庭の刑場の形を想像する事が出来る。
地元新聞のヴェステルボッテン・クーリレンの執行役員で後に大臣になったグスタフ・ローセン（Gustav Rosén）は1916年に市の警察局長を中傷したとして有罪になり、刑務所に3ヶ月間収監された。この事件はいわゆるウメオ闘争（Umeåbråken）の最大の事件として、国中の幅広い層の注目を集めた。その後、刑務所は1981年に閉鎖され、刑務所はスウェーデン国家財産委員会（National Property Board of Sweden）が所有し、1992年に歴史的建造物に指定された。

## 劇場
1987年から1990年代にかけて旧刑務所と庭の刑場はアマチュア劇団の「グルテオータ」（Grotteatern）や独立劇団の「プロフィール・テオーター 」（Profilteatern）の劇場として使われた。1888年の大火から100年後の1988年には、グルテオータが庭の刑場でフランク・シエルベル（Frank Kelber）作の「大火のゲーム」（Spelet om den stora branden）を上演した。グルテオータとプロフィール・テオーターはその後数年に渡って夏の間、庭の刑場で劇を上演した。

## ホテル
2007～2008年に旧刑務所の建物はホテルに改装された。ホテルは23室のシングル・ルーム、2室のファミリー・ルーム、会議室を併設するダブルルームが設けられ、会議室は最大50人の会議や祭事を催す事が出来る。ホテルには共用のシャワーやトイレ、社交エリアがあり、庭の離れには「カフェ・ヨーテボーリ」（Café Göteborg）がある。

## ギャラリー

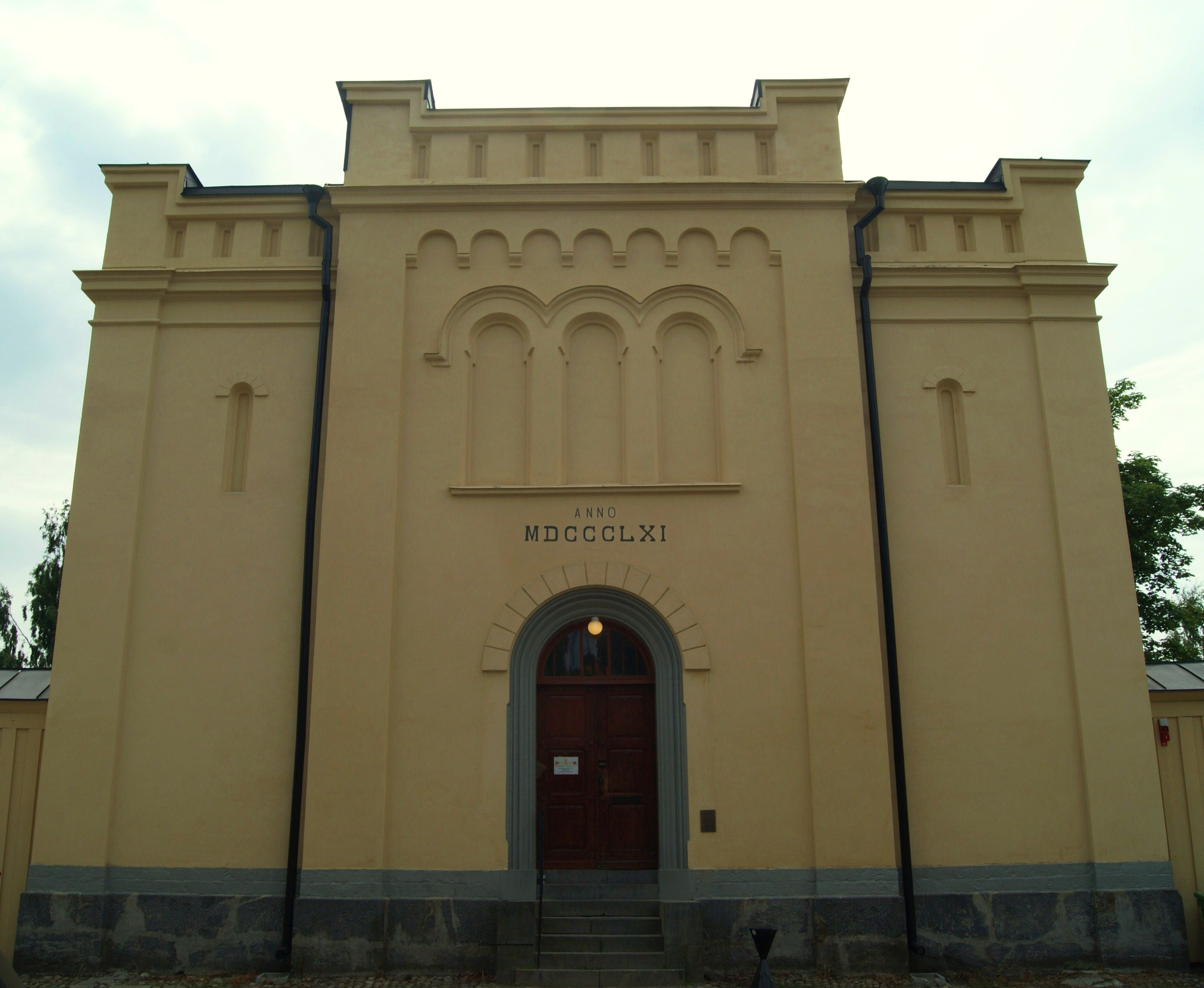
ホテルの入り口。
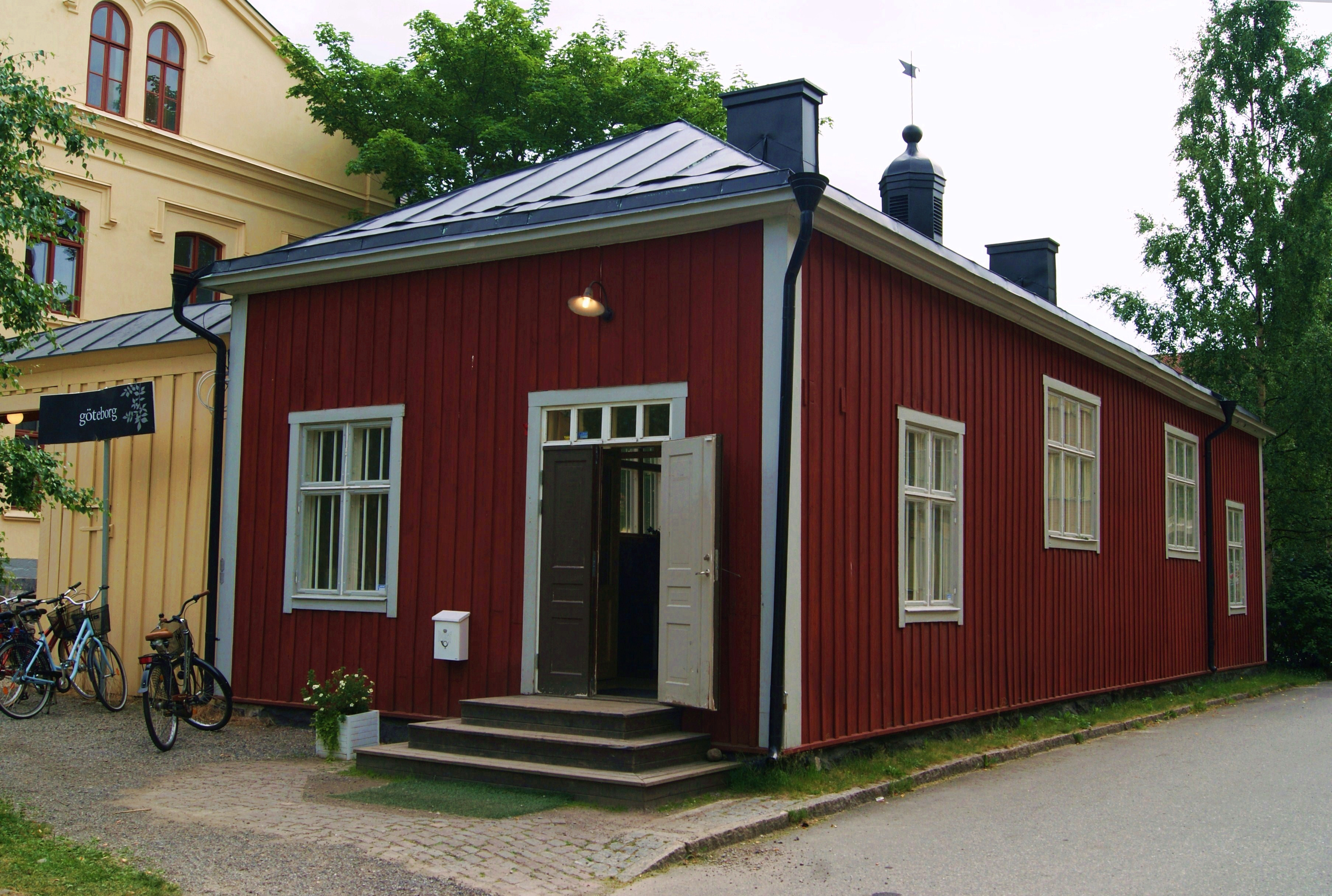
昔の法廷の跡。現在は「カフェ・ヨーテボーリ」が営業している。
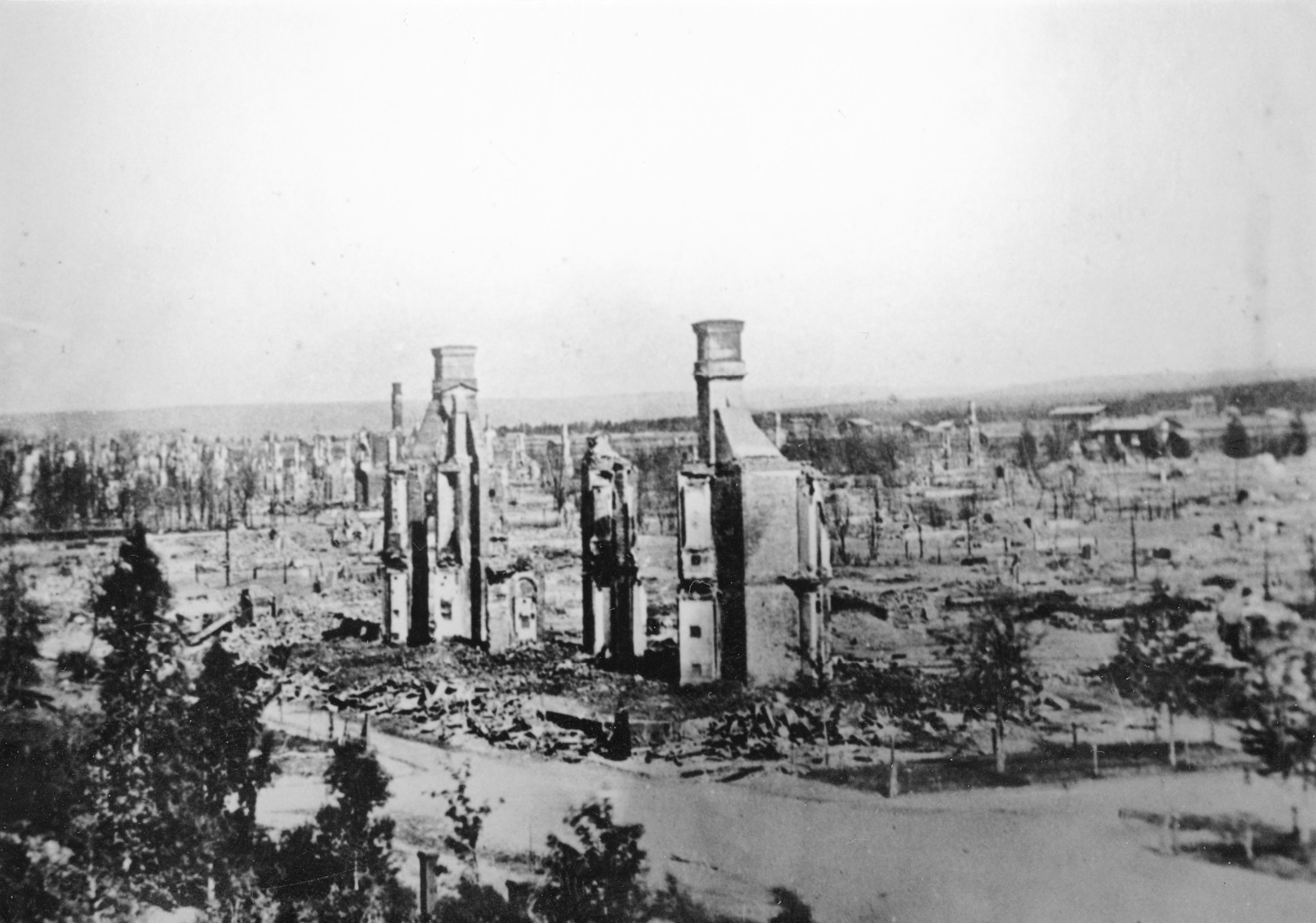
1888年の火災後、刑務所から撮った写真。